# جون كينغ (كاتب أغاني، مواليد 1955)
جون كينغ (بالإنجليزية: Jon King) هو كاتب أغاني وموسيقي بريطاني، ولد في 8 يونيو 1955 في ساوثوورك في المملكة المتحدة.

## روابط خارجية
- جون كينغ على موقع IMDb (الإنجليزية)
- جون كينغ على موقع ميوزك برينز (الإنجليزية)
- جون كينغ على موقع ديسكوغز (الإنجليزية)